# Palais de Conceição (Açores)
 (septembre 2024).
Le Palácio da Conceição est un bâtiment du centre historique de Ponta Delgada, aux Açores, sur l'île de São Miguel (Portugal). Il sert de siège au gouvernement régional des Açores, étant l'un des « Palais de la Présidence »,.

## Histoire
Le palais a été construit à la fin du XIXe siècle sur le site du couvent de Conceição. Certains bâtiments appartenant au monastère ont été conservés et intégrés au complexe du palais. Un exemple en est l'église de l'Immaculée Conception, construite à la fin du XVIIe siècle en style baroque.
Il a été déclaré Immeuble d'Intérêt Public en 1981.

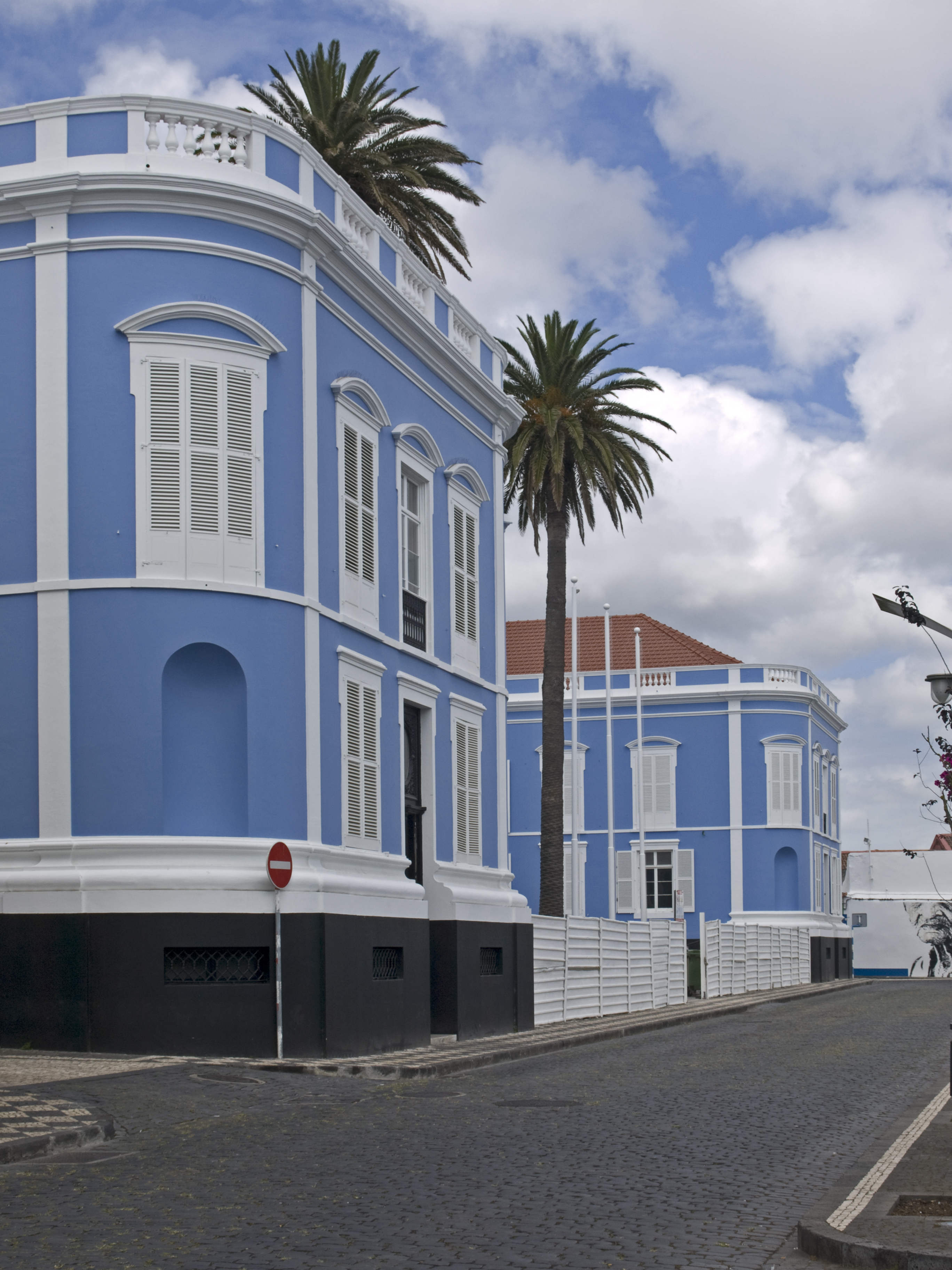
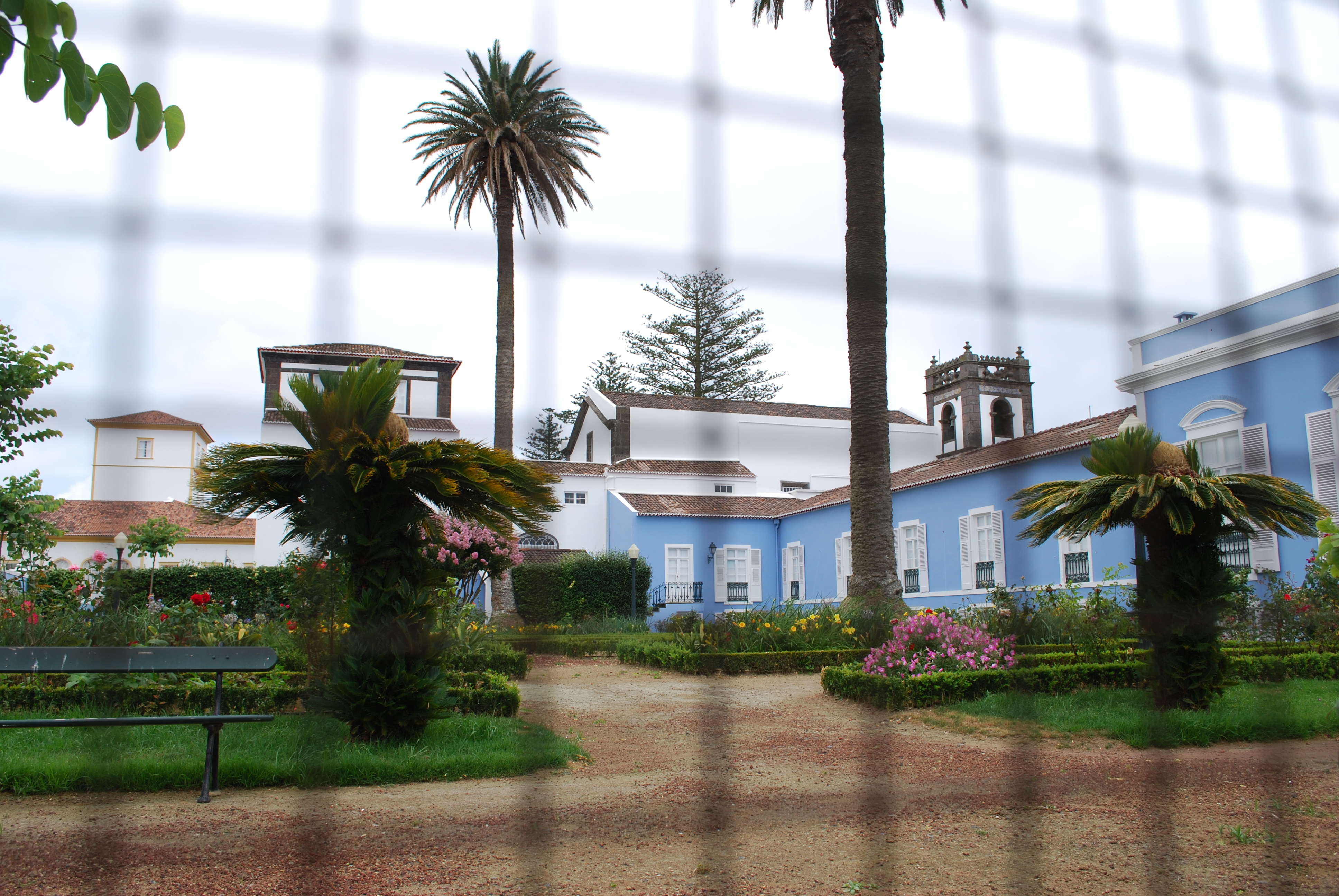
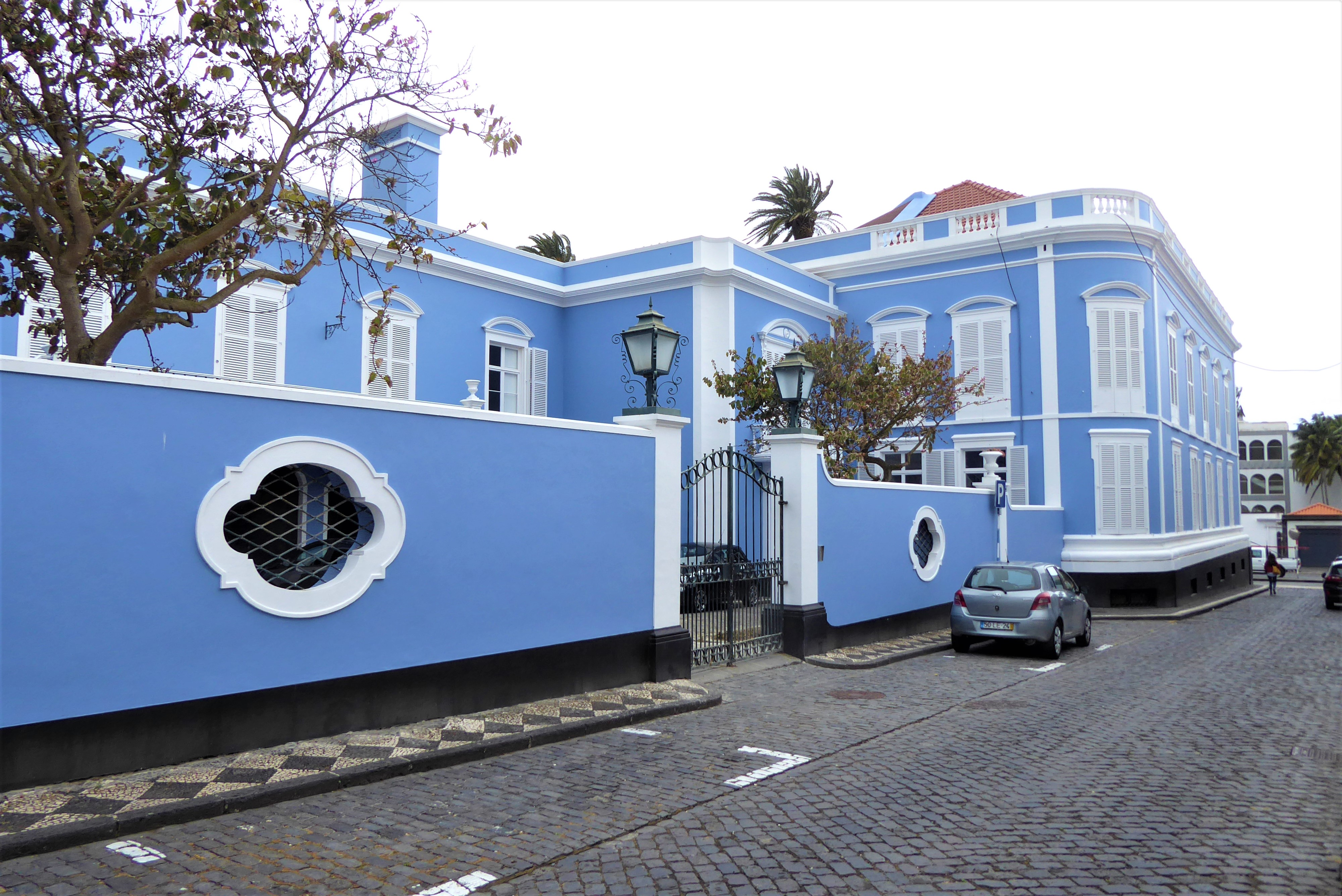

## Source de traduction
- (pt) Cet article est partiellement ou en totalité issu de l’article de Wikipédia en portugais intitulé « Palácio da Conceição » (voir la liste des auteurs).